# Estufa Fria
A Estufa Fria é um jardim em estufa situado no Parque Eduardo VII, entre a Alameda Engenheiro Edgar Cardoso e a Alameda Cardeal Cerejeira em Lisboa.
O seu nome provém de ter sido pensada como uma zona de abrigo de plantas diversas e de não ser usado um sistema de aquecimento (na zona fria).

## Descrição
Com cerca de 1,5 hectares de área, é constituída por três partes, a Estufa Fria propriamente dita, a Estufa Quente e a Estufa Doce. A área fria, a maior das três com cerca de 8100 m², é coberta com um ripado de madeira que controla de forma natural a temperatura e a luz no interior. Alberga espécies como a azálea (Rhododendron spp.) e cameleiras (Camellia japonica), provenientes de diversos pontos do globo.
A zona da Estufa Quente ocupa cerca de 3000 m² e alberga espécies tropicais como o cafeeiro (Coffea sp.) ou a mangueira (Mangifera indica).
A Estufa Doce possui espécies pertencentes à família das Cactaceae, e outras plantas suculentas, como o aloé (Aloe vera).
Toda a Estufa é ornamentada com pequenos lagos e cascatas e também obras de estatuária.

## História
A Estufa Fria foi inaugurada em 1933, sendo o resultado de um projecto idealizado pelo arquitecto Raul Carapinha. Foi construída sobre uma zona de antiga extracção de basalto, actividade interrompida após a descoberta de uma nascente de água no local.
A Estufa sofreu uma remodelação, que acompanhou a remodelação do Parque Eduardo VII, nos anos 40 com a construção do lago à entrada e uma enorme sala, a chamada nave, onde ainda hoje se realizam vários tipos de eventos..
Em 1975 duas novas secções abriram, a Estufa Quente e a Estufa Doce, expandindo a colecção botânica para incluir espécies tropicais e equatoriais.
A designação "Estufa Fria" provém do facto de não utilizar qualquer sistema de aquecimento. As ripas de madeira que a cobrem protegem as plantas das temperaturas excessivamente frias ou quentes.
Do património artístico da Estufa fazem parte estátuas de Soares Branco, Leopoldo de Almeida, e Pedro Anjos Teixeira. Quanto ao pórtico da entrada, trata-se de um projecto de Francisco Keil do Amaral.

## Actualidade
Em 29 de Abril de 2009, a Estufa Fria fechou, devido ao risco de colapso da sua estrutura metálica de cobertura. Depois de dois anos de obras, reabriu a 29 de Abril de 2011.